# Vicuña (Magallanes)
Vicuña o Estancia Vicuña es un asentamiento rural ubicado en la comuna de Timaukel, en la provincia de Tierra del Fuego, región de Magallanes y de la Antártica Chilena, Chile. Fundada en 1915, se sitúa a 260 kilómetros al sureste de la ciudad de Porvenir, en la isla Grande de Tierra del Fuego.

## Geografía
La estancia se encuentra en una zona caracterizada por la presencia de tundra, típica del extremo austral de Chile. Las coordenadas geográficas aproximadas son 54°13'28" de latitud sur y 68°43'37" de longitud oeste.

## Historia
Estancia Vicuña fue establecida en 1915 como parte del proceso de colonización y desarrollo ganadero de la isla Grande de Tierra del Fuego. Durante el siglo XX, la estancia contribuyó al desarrollo económico de la región, enfocándose principalmente en la ganadería ovina, actividad predominante en la zona.

## Acceso
Se puede acceder a Estancia Vicuña a través de rutas terrestres que conectan con otros asentamientos y localidades de la comuna de Timaukel. La principal vía de acceso es la ruta Y-85, la cual conecta con el resto de la carretera que atraviesa la isla de norte a sur, facilitando la comunicación con otros puntos de interés en Tierra del Fuego.